# Jin Kazama
Jin Kazama är en fiktiv figur i fighting-spelet & filmen Tekken av Namco. 

## Historia
Jin Kazama är Jun Kazamas och Kazuya Mishimas son. Någon gång under Tekken 2 hade Jun och Kazuya ett kort förhållande och en kärleksnatt med varandra (huruvida det var riktig kärlek eller bara ett slags one-night-stand är okänt). Devil försökte att ta över Jin, men Jun lyckades besegra Devil. Jun flyttade upp i bergen och tränade Jin i "Kazama Style Self-Defense". 

### Före Tekken 3
Efter många år kände Jun på sig att ett mycket ont väsen (Ogre) närmade sig. Jun sa att om något skulle hände henne skulle Jin söka upp sin farfar Heihachi. Hon hade rätt, runt Jins 15:e födelsedag attackerade Ogre Jun. Jin vaknade upp och letade överallt efter sin mor men kunde inte hitta henne. Han lovade att han skulle söka upp Ogre och hämnas.

### Tekken 3
Jin sökte upp Heihachi och sa att han var hans farfar och att han ville ta hämnd på Ogre för att han hade dödat hans mor. Heihachi hjälpte Jin och tränade honom i Mishima Style Karate, egentligen gjorde han det för sitt eget själviska syfte för att använda Jin som ett lockbete för Ogre. Paul Phoenix lyckades besegra Ogre men han åkte därifrån och visste inte att Ogre förvandlade sig till sin riktiga form True Ogre. Jin besegrade True Ogre men Heihachi förrådde honom och sköt honom i huvudet. Men Jin överlevde på något sätt och omvandlade sig till Devil Jin och attackerade Heihachi och flög sen därifrån.

### Tekken 4
Efter Heihachis förräderi började Jin fullständigt avsky allt som hade med Mishimas att göra. Han föll in i en håla av hat och avsky. Han hatade sin far och farfar, han hatade sin fightingstil, djävulsgenen som han hade inom sig, som han ärvt från sin far. Jin reste till Brisbane i Australien och började träna i en avskild dojo. Med hjälp av dojo-mästaren började han träna traditionell Karate istället för Mishima Style Karate, som han nu avskydde. Jin bodde kvar i Australien i två år och bemästrade så småningom sin nya stil, samtidigt som han smidde på sin hämnd på sin onda och korrupta familj. 
Jins hat mot sin familj intensifierades för varje dag som gick, hatet drev på hans längtan att förgöra Mishima-familjen en gång för alla. En dag hörde Jin rykten om "Iron Fist Tournament 4". Han satte turneringen som sitt mål och han såg det som det perfekta tillfället att ta hämnd. Jin planerade att döda Kazuya och Heihachi, sedan skulle han vinna turneringen och sedan ta sitt eget liv och därmed sätta stopp för Mishima-familjen. Fast Jin insåg inte att turneringen var en fälla iscensatt av Heihachi som letade efter Jin.

### Tekken 5
Direkt efter att Jin flugit iväg invaderade en grupp Jack-4 robotar Hon-Maru och börjar slåss mot både Heihachi och Kazuya. De slåss tillsammans ett tag men sedan slänger Kazuya över Heihachi till alla Jacks och de spränger sig själva i luften. Under Hon-Maru blir Jinpachi Mishima äntligen fri och hans onda aura och energi gör så att Jin nu övertas totalt av sin djävulsgen. I efterdyningarna av det femte Iron Fist Tournament har Jin avslöjats som vinnare och är nu den nye vd:n för Mishima Zaibatsu.

### Tekken 6
I stället för att sätta stopp för Zaibatsu har Jin börjat att använda den för att dominera världen och förklarade då krig mot flera nationer tills hela världen var i krig. Under hans kontroll hade Mishima Zaibatsu fel från någon annan nation och börjar arbeta som en global maktfaktor för att bekämpa alla nationella militärer. Kazuya hade under tiden tagit kontroll över G Corporation och hade blivit Mishima Zaibatsus enda motståndare, och hade svurit på att ta Jins huvud, död eller levande, för att stoppa honom från att störa sina egna planer för världsherravälde. Jin som länge hade planerat detta, annonserade The King of Iron Fist Tournament 6, i syfte att göra sig av med Kazuya och alla hans fiender en gång för alla. Men kriget hade senare resulterat att ha varit ett enkelt knep för Jin att fylla världen med tillräckligt mycket negativ energi, i syfte att väcka och slutligen besegra det ultimata onda tinget, vid namn Azazel. I en sista strid med odjuret uppoffrade sig Jin att besegra Azazel en gång för alla, fastän hans kropp senare hittats av Raven i mitten av öknen, halvt begraven i sand.

## Relationer
- Alterego : Devil Jin
- Jun Kazama - Mor
- Asuka Kazama - Kusin
- Kazuya Mishima - Far
- Heihachi Mishima - Farfar
- Jinpachi Mishima - Gammelfarfar
- Lars Alexandersson - Farbror och överhuvud för Tekken force
- Lee Chaolan  - Farbror (adopterad av Heihachi)